# باستکی
باستکی یک منطقهٔ مسکونی کوچک در عراق است که در استان دهوک واقع شده‌است.